# Mustafa Ramid
Mustafa Ramid (ur. 1959 w Sidi Bennour w Maroku) – marokański polityk, prawnik i aktywista praw człowieka. Od 5 kwietnia 2017 roku pełni funkcję Ministra Stanu ds. Praw Człowieka. Od 3 stycznia 2012 do 2017 roku pełnił funkcję Ministra Sprawiedliwości.

## Biografia
Mustafa Ramid urodził się w 1959 roku, w Sidi Bennour w Maroku. Ramid jest z wykształcenia prawnikiem, studia ukończył na Dar Al Hadith Al Hassania w Rabacie.
W 1989 roku został wybrany na członka zarządu stowarzyszenia Association des Ouléma de Dar Al Hadith Al Hassania.
W 2005 roku przez dwie kadencje był członkiem Conseil du Barreau (Rady Adwokackiej) w Casablance.

### Kariera polityczna
W wyborach w 1997 roku był kandydatem Ruchu Ludowo-Demokratycznego i Konstytucyjnego (Mouvement Populaire Démocratique et Constitutionnel, MPDC) do Izby Reprezentantów. Został przewodniczącym klubu tejże partii w parlamencie.
W wyborach w 2002 roku został wybrany do parlamentu z list Partii Sprawiedliwości i Rozwoju.
Ramid był członkiem Rady Doradczej ds. Praw Człowieka, a także l'Instance parlementaire arabe des droits de l'Homme (parlamentarnego zespołu praw człowieka).
3 kwietnia 2012 został powołany w skład rządu Abdelilah Benkirane na stanowisko Ministra Sprawiedliwości. Od 5 kwietnia 2017 roku pełni funkcję Ministra Stanu ds. Praw Człowieka w rządzie Sad ad-Dina al-Usmaniego.

## Kontrowersje
7 lipca 2015 roku, podczas wywiadu dla radia Chada FM, zalecił homoseksualistom "zmianę płci, żeby mogli żyć w spokoju".
We wrześniu 2017 roku, w odpowiedzi na pytanie dziennikarza pytającego o odrzucenie zaleceń ONZ dotyczących dekryminalizacji homoseksualizmu, określił homoseksualistów "śmieciami". Kilka dni później podtrzymał swoje słowa, dodając, że uważa homoseksualizm za "dewiację seksualną".

## Życie prywatne
Ramid jest żonaty, ma sześcioro dzieci.